# Théâtre de la Ville
Théâtre de la Ville (česky Městské divadlo) je divadlo v Paříži, které se nachází na Place du Châtelet ve 4. obvodu. Bylo otevřeno v roce 1862. Má kapacitu 987 míst a vedle tradičního divadelního repertoáru je od počátku 80. let zasvěceno také modernímu tanci. Budova je od roku 1990 chráněná jako historická památka. K divadlu od roku 1996 náleží i menší sál na severu Paříže – Théâtre des Abbesses.

## Historie
Divadlo navrhl architekt Gabriel-Jean-Antoine Davioud z příkazu barona Haussmanna. Výstavba probíhala v letech 1860-1862 na Place du Châtelet, kde naproti vyrostlo současně Théâtre du Châtelet. Divadlo bylo otevřeno v roce 1862 pod názvem Théâtre-Lyrique (Lyrické divadlo). Budova vyhořela 25. května 1871 během bojů za Pařížské komuny. Divadlo bylo rekonstruováno do předchozí podoby a znovuotevřeno v roce 1874 pod názvem Théâtre-Lyrique-Dramatique. V roce 1875 změnilo název na Théâtre-Historique a roku 1879 na Théâtre des Nations (Národní divadlo). V roce 1899 divadlu propůjčila své jméno slavná herečka Sarah Bernhardt (1844-1923), která sem přešla z Comédie-Française. Théâtre Sarah-Bernhardt bylo přejmenováno za okupace v roce 1941 na Théâtre de la Cité (Městské divadlo) z důvodu židovského původu herečky. Po válce (1947) se k názvu opět vrátilo. V roce 1957 se divadlo přejmenovalo na staronové Théâtre des Nations.
V roce 1966 město Paříž zahájilo rozsáhlou rekonstrukci budovy, která trvala dva roky. V roce 1968 bylo otevřeno pod svým současným názvem Théâtre de la Ville.
V 80. letech se proměnil repertoár divadla. Vedle dramatu se začal stále více prosazovat moderní tanec a také koncerty world music.
V roce 1996 se divadlo rozšířilo, když byl otevřen druhý divadelní sál Théâtre des Abbesses s kapacitou 400 míst v 18. obvodu na Montmartru.